# الدوري التشيكوسلوفاكي 1973–74
الدوري التشيكوسلوفاكي 1973–74 هو الموسم 67 من الدوري التشيكوسلوفاكي ‏. أشرف على تنظيمه اتحاد جمهورية التشيك لكرة القدم، وكان عدد الأندية المشاركة فيه 16، وفاز فيه نادي سلوفان براتيسلافا.